# Гурмузакі
Гурмузакі — стародавній фанаріотський рід, представники якого переселилася до Молдавського князівства наприкінці XVI ст. Проживали, як правило, на Буковині. Великі землевласники. В Габсбургами даровано баронський титул.

## Відомі носії
- Алеку Гурмузакі (нар. 16 серпня 1823 в селі Чорнівка, сучасна Чернівецька область — † 8 (20) березня 1871, Неаполь) — юрист, журналіст, фольклорист, громадсько-культурний діяч Буковини.
- Георге Гурмузакі (нар. 17 вересня 1817 в селі Чорнівка, сучасна Чернівецька область — † 13 травня 1882, Чернівці) — юрист, журналіст, фольклорист, громадсько-культурний діяч Буковини.
- Євдоксій Гурмузакі (нар. 29 вересня 1812 в селі Чорнівка, сучасна Чернівецька область — † 10 лютого 1874, Чернівці) — історик, політик, журналіст, викладач Чернівецького університету, засновник румунського товариства «Жуніміа», маршалок Буковинського крайового сейму.
- Ніколае Гурмузакі (нар. 19 березня 1826, Чернівці — † 19 вересня 1909, Чернівці) —  румунський політик, депутат Австрійського рейхсрату.
  - Костянтин Гормузакі (* 3 жовтня 1862, Чорнівка, Австрійська імперія — † 22 лютого 1937, Чернівці,) — румунський ентомолог і ботанік, який працював головним чином на Буковині. Доктор права, почесний академік Румунської Академій наук (1919), почесний доктор (Doctor honoris causa) (1930) і професор (1931).
  - Александр фон Гурмузакі (*3 жовтня 1869, Чернівці — †1945, Женева) — доктор права, австро-угорський громадсько-політичний діяч грецько-румунського походження, посол до Райхсрату та Буковинського сейму, останній маршалок крайового сейму (1911—1918).